# Грабув-над-Проснон
Грабув-над-Проснон (пол. Grabów nad Prosną)  —  город  в Польше, входит в Великопольское воеводство,  Остшешувский повят.  Имеет статус городско-сельской гмины. Занимает площадь 2,58 км². Население 1965 человек (на 2004 год).

## История

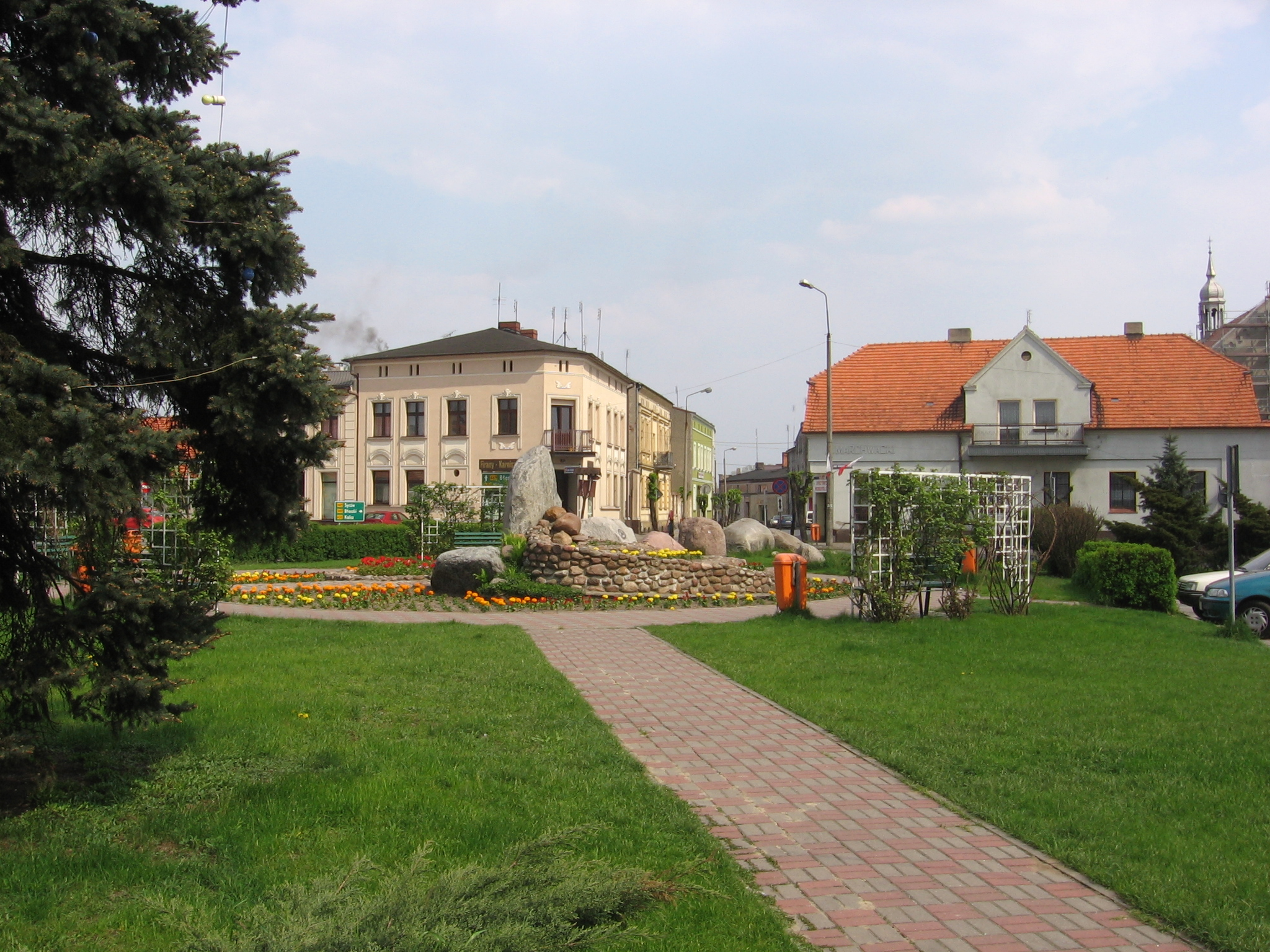
Рынок

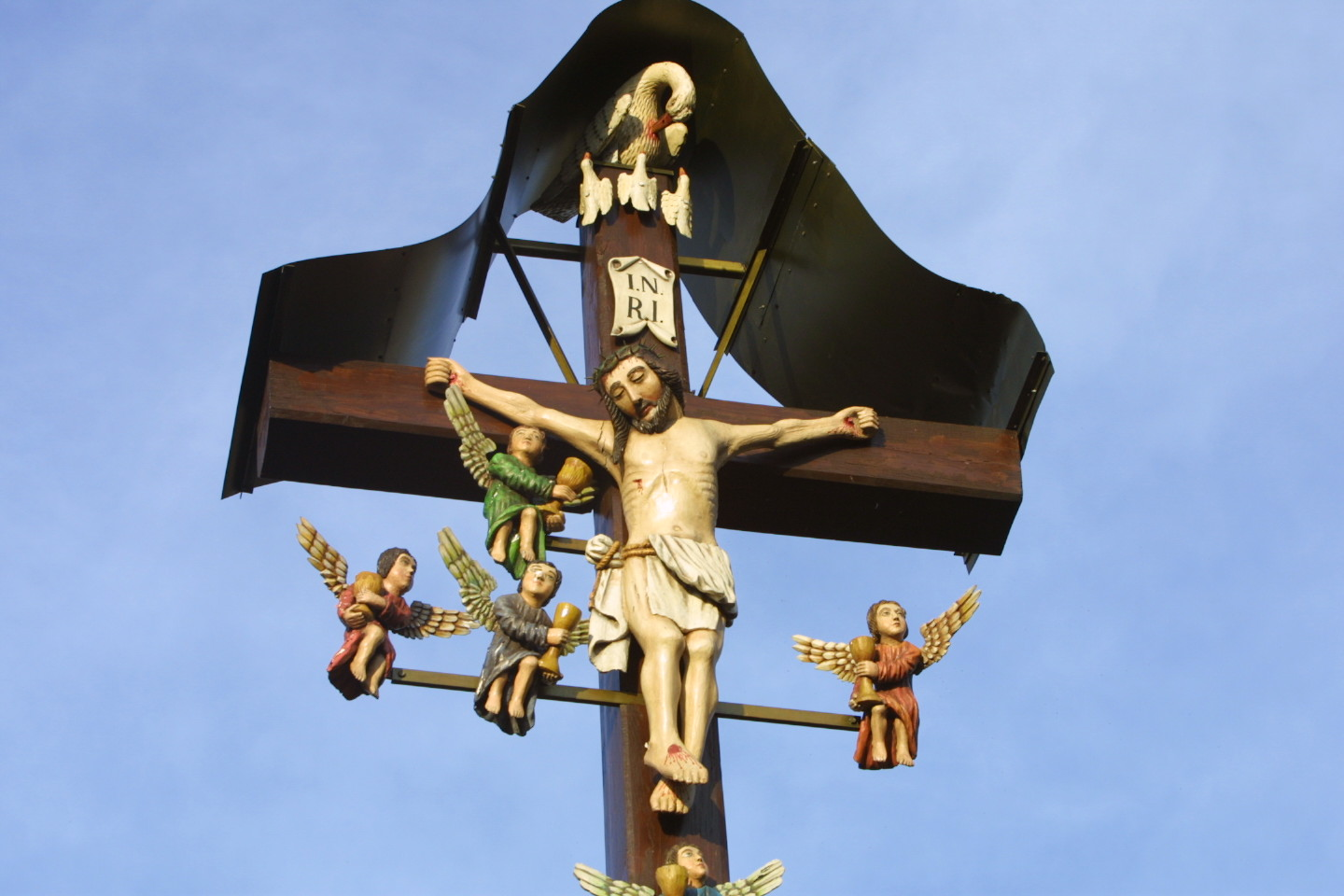
Грабув-над-Просной

## Известные люди, связанные с городом
- Здесь родился Владислав Беганьский, известный польский врач и гуманист